# 晓街乡
晓街乡，是中华人民共和国云南省临沧市云县下辖的一个乡镇级行政单位。

## 行政区划
晓街乡下辖以下地区：
晓街村、老棚村、大坟村、老许村、慢笼村、麦场村、松坡村、四家村、灯盏村、八角村、帮烘村、崑顶村、万佑村、快乐村、芦稿村、新联村、老普村、团山村、月牙村和下村。